# Cirolana undulata
Cirolana undulata är en kräftdjursart som beskrevs av Barnard 1914. Cirolana undulata ingår i släktet Cirolana och familjen Cirolanidae. Inga underarter finns listade i Catalogue of Life.